# 中非共和國經濟
中非共和國經濟被列為世界上最不發達國家之一，2012年每年人均收入估計只有800美元。
該國是人口稀少的內陸國家，以農業為主，大部分國民從事自給農業，農業佔國內生產總值的55%。自給農業和林業是該國的經濟支柱，七成以上人口居住在偏遠地區。
農業佔國內生產總值的一半，主要糧食作物有木薯、花生、高粱、小米、芝麻和大蕉。主要出口經濟作物有棉花、咖啡和煙草。木材業和鑽石業分別佔出口收入約16%和近54%。

## 基礎設施

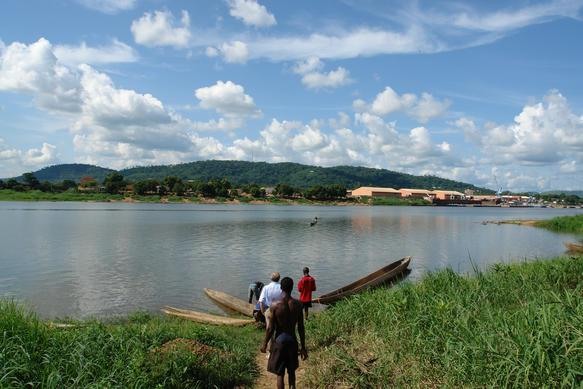

中非的有限電力主要由博阿利的水力發電廠提供。燃料供應通過水路運經烏班吉河，或經喀麥隆陸路運進，導致汽油、柴油和飛機燃料短缺頻繁。該國的運輸和通信網絡有限，設有429公里的柏油路，國際航空服務有限，且沒有國內航空服務或鐵路。
烏班吉河的水路交通在每年四月至七月期間中斷，加上地區衝突不時令貨物無法運送金沙薩和班吉之間。電話系統能運作但不完善。目前，該國有四家電台和一家電視台。許多報刊定期出版，並有一家公司開始提供互聯網服務。

## 農業
中非74%人口從事農業工作，經濟以種植和售賣糧食作物為主，如山藥、木薯、花生、玉米、高粱、小米、芝麻和大蕉。中非人的主食木薯每年產量約20至30萬噸，而主要出口經濟作物棉花每年僅生產約25,000至45,000噸，反映糧食作物較出口的經濟作物重要。
糧食作物沒有大量出口，但仍然是該國重要的經濟作物，因為該國人民從定期銷售過剩糧食作物的收入，遠高於出口經濟作物如棉花或咖啡。許多農村和城市婦女把糧食作物如高粱製成啤酒或烈性酒的酒精飲料，再從售賣這些飲料獲得可觀收入。人均收入官方數字不準確的其中一個原因，是沒有計入來自售賣食物和酒精類的收入。
人均收入經常被指只有每年300美元左右，水平是在世界上最低之一，但這個數字主要是根據申報的出口銷售，很大程度上忽略更重要但沒有申報的銷售，例如食品、本地生產酒類、鑽石、象牙、野味和傳統藥物。對大部分中非人而言，該國的非正規經濟較正規經濟更重要。

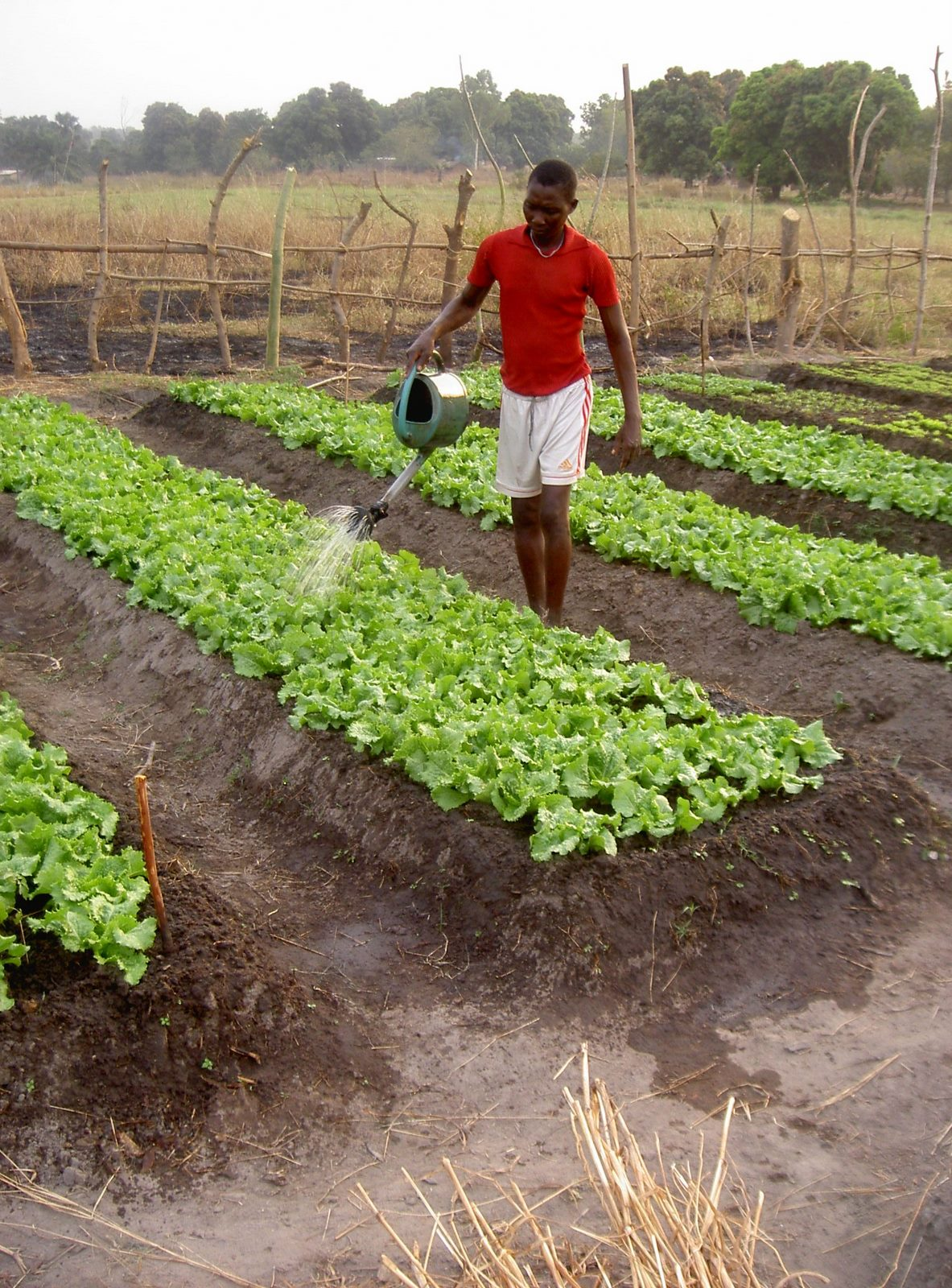
種植生菜

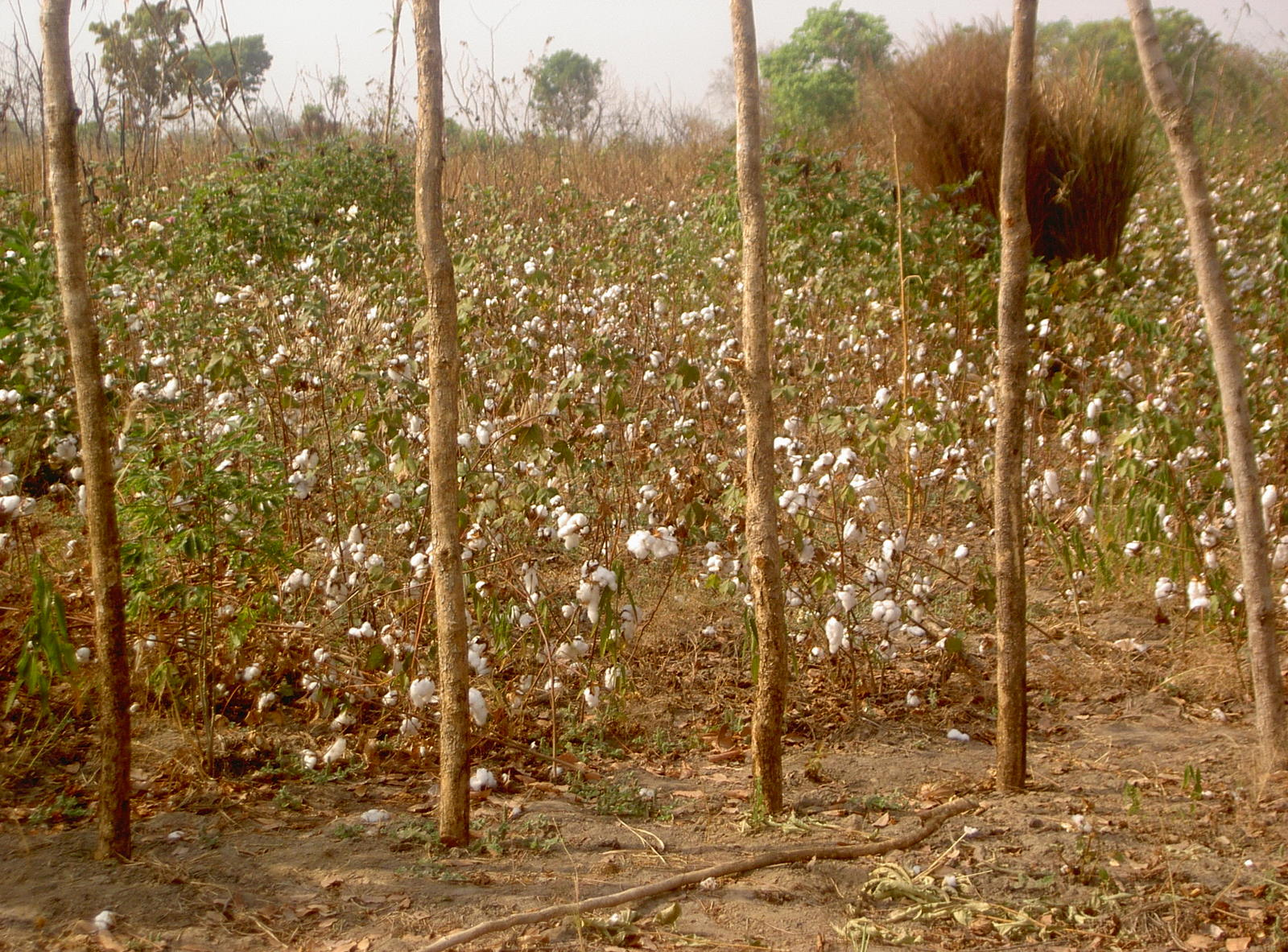
中非棉花田

## 金融和銀行
中非的金融業規模在中部非洲經濟與貨幣共同體（CEMAC）中是最小的，對支持經濟增長的作用有限。在疲弱的市場基礎設施、法律和司法制度下，金融體系仍然小型和不發達，以商業銀行為主。由於經濟和安全問題，金融機構特別是小額信貸機構（MFIs）於過去幾年在首都班吉鞏固業務。
少於1%人口持有銀行帳戶，金融服務極其有限。小額信貸佔信貸總額的1%，惠及0.5%的人口。流動電話普及率只有三成，相比非洲大陸其他地區顯著較低，減低潛力透過流動通信技術擴展金融服務。

## 漁業
捕捉河魚的活動普遍，大部分漁穫在剛果民主共和國的烏班吉河岸出售或交換。政府在1950年開始養魚計劃，1968年底設有近1萬2千個魚塘，2003年捕撈產量為1萬5千噸左右。

## 林業

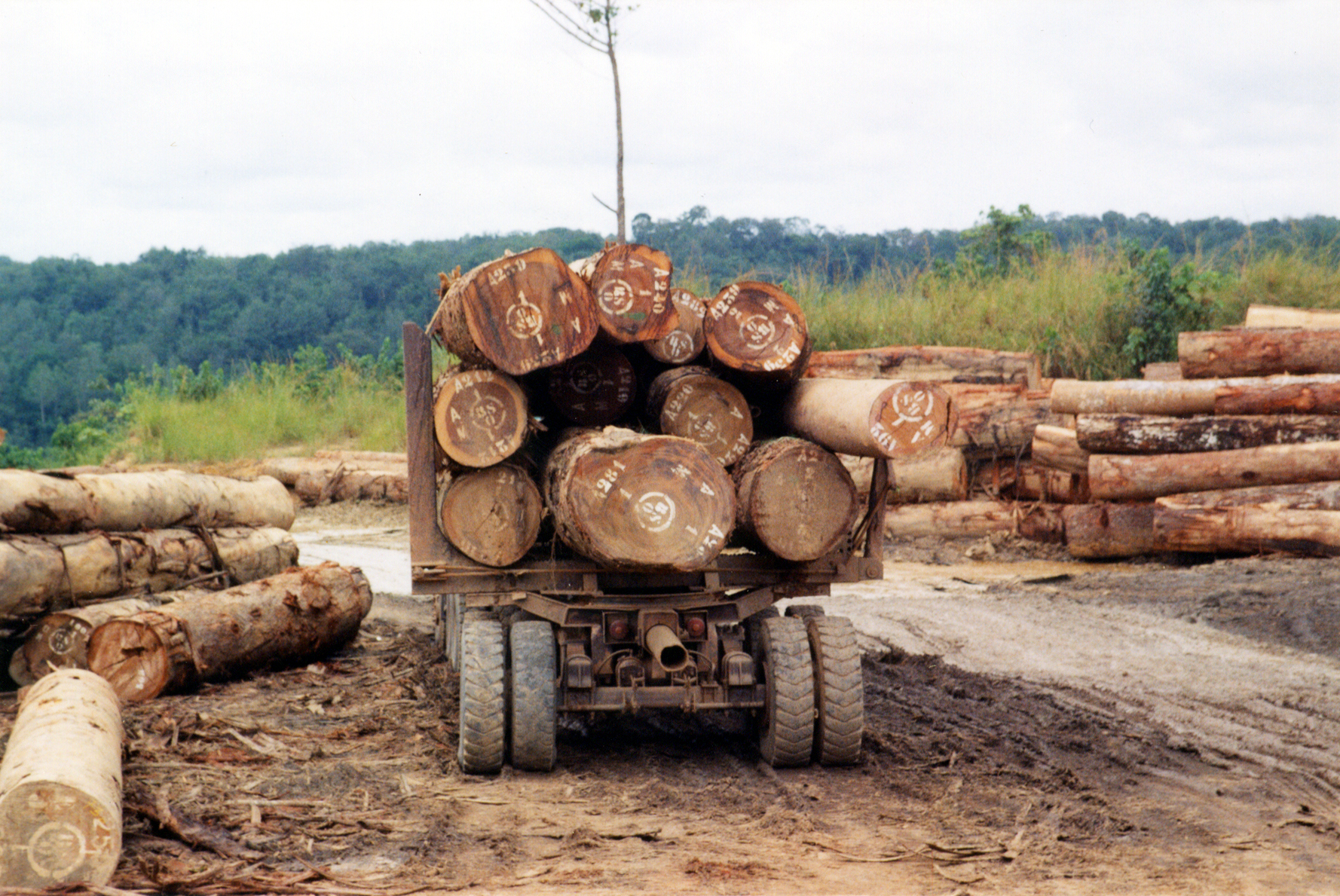
中非擁有豐富但大多未被開發的自然資源，同時林業仍然是該國經濟的重要產業

該國森林面積2,290萬公頃（佔土地總面積的37%），其中只有340萬公頃是密林，全部位於該國南部毗鄰剛果民主共和國的地區。該國的可利用森林覆蓋2,700萬公頃，佔土地總面積的43%。河流交通阻塞，加上缺乏鐵路連接，是商業開採的最大障礙。大多數木材經烏班吉河和扎伊爾河運往剛果鐵路，然後運往大西洋。十多種樹木被砍伐，其中九成半是非洲白木（obeche）、紅木（sapele）、黑檀木（ebony）和桃花心木（sipo）。
2003年，十多座鋸木廠總共生產51.6萬立方米的鋸材原木和單板原木。政府鼓勵生產膠合板及單板。2003年，原木採伐量估計約280萬立方米。來自成本較低的亞洲和拉丁美洲伐木工人的競爭傷害當地產業，且受運輸和人力高成本拖累。在2003年，該國出口的林業產品總值8,980萬美元。

## 天然資源
該國擁有豐富而未開發的天然資源，包括鑽石、黃金、鈾和其他礦物。鑽石是該國最重要的出口貨物，佔出口收入40%至55%，但估計每年約30%至50%開採的鑽石被祕密運離該國。該國北部與乍得邊境可能蘊藏石油，非官方估計蘊藏量約20億桶。
鑽石是目前唯一正在開發的礦產資源，報告指出基本上未切割鑽石佔出口收入近六成。工業佔國內生產總值不足兩成，主要來自流鑽開採、釀酒廠和鋸木廠。服務業目前佔國內生產總值四分之一，主要來自嚴重的政府官僚作風和內陸位置衍生的高昂運輸成本。

## 經濟援助和發展

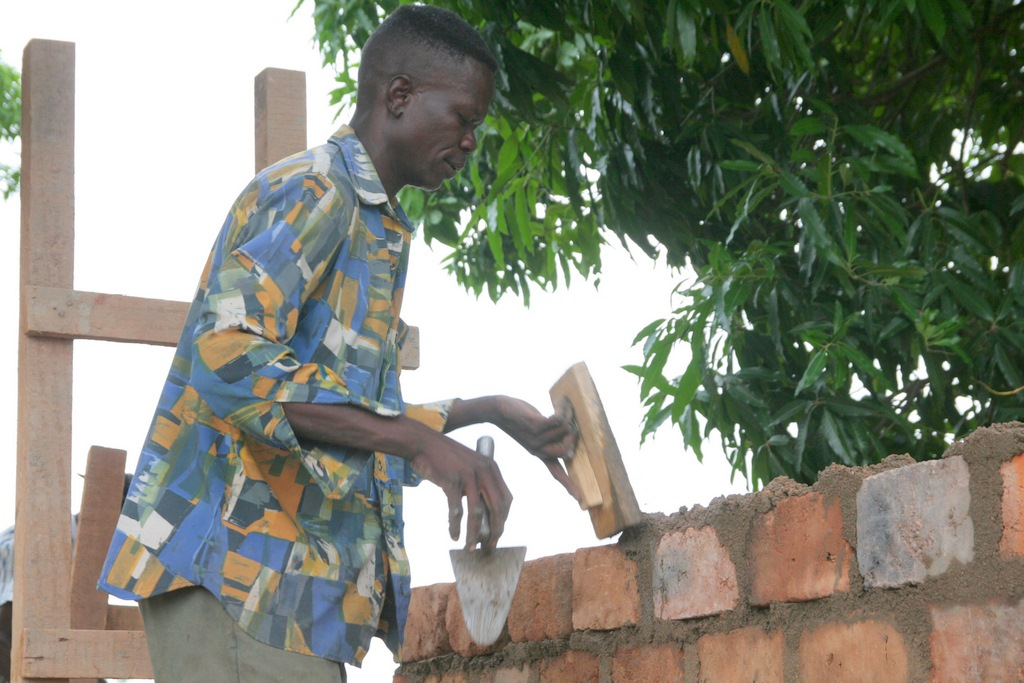
帕瓦的瓦匠

中非共和國依賴多邊外國援助和非政府組織，以提供各種政府未能提供的服務。眾多的外來人員和組織包括維和人員甚至難民營，為許多中非人提供重要的收入來源。
在獨立40年以來，中非經濟發展緩慢，經濟管理不善、基礎設施不濟、稅基有限、私人投資稀缺和不利的外部條件導致預算和對外貿易出現赤字。該國的債務負擔相當重大，人均國民生產總值在過去40年下降。
經濟發展的主要制約因素，包括內陸位置、運輸系統不完善、勞動人口缺乏技術和錯誤的宏觀經濟政策。1994年1月12日，14個非洲法語國家的貨幣貶值50%，中非的鑽石、木材、咖啡和棉花的出口量增加，國內生產總值在1994年和1995年估計分別上升70%和50%。
1996年出現軍事叛亂和社會動盪，財產遭廣泛破壞，國內生產總值下跌2%。政府和反政府武裝團體之間因薪酬、生活條件和政治代表問題而暴力持續，摧毀許多在首都經營的企業，政府稅收隨之減少。
國際貨幣基金組織在1998年批准一項擴展的結構調整基金。中非政府定下目標，在2000至2001年每年增長5%且把通貨膨脹控制在25%水平。世界銀行和國際貨幣基金組織的結構調整方案，加上支持投資農業、畜牧業和交通運輸業的無息貸款，對該國的幫助有限。世界銀行和國際貨幣基金組織現正鼓勵政府專注於實施急需的經濟改革，以起動經濟和把基本重點放在扶貧工作。結果，許多國有業被私有化，在規範和簡化勞工法和投資法、解決腐敗問題方面作出的努力有限。中非政府目前在逐步採用新的勞工法和投資法。

## 外部連結
- 中的“中非共和國經濟”